# Frank Richter (Fußballspieler)
Frank Richter (* 5. Januar 1952 in Meißen) ist ein ehemaliger deutscher Fußballspieler. In der höchsten Spielklasse des DDR-Fußballs, der Oberliga, spielte er für die SG Dynamo Dresden und die BSG Stahl Riesa. Der Stürmer wurde Anfang der 1970er-Jahre in sieben Spielen der DDR-Nationalmannschaft eingesetzt.

## Sportliche Laufbahn

### Ligen- und Pokal-Spielbetrieb
Frank Richters fußballerische Laufbahn begann beim SC Einheit Dresden mit neun Jahren beim Übungsleiter Felix Vogel. Danach war er zwei Jahre für die BSG Motor Ost Dresden am Ball. Aufgrund des Umzugs seiner Eltern spielte er von 1964 bis 1968 bei der BSG Einheit Kamenz, die ihn im Mai 1968 zur SG Dynamo Dresden delegierte. Dort machte er sich bereits als Nachwuchstalent überregional einen Namen und wurde aufgrund seiner Leistungen in die Auswahlteams des DFV berufen.
Im September 1969, mit erst 17 Jahren, bestritt der 1,73 Meter große Angriffsspieler seine ersten beiden Spiele in der 1. Mannschaft von Dynamo Dresden, die im Vorjahr noch ohne Richters Beteiligung in die Oberliga aufgestiegen war. Am 8. Spieltag der Spielzeit 1969/70 debütierte Richter bei der 0:3-Auswärtsniederlage bei der BSG Sachsenring Zwickau, in der er nach 33 Minuten für Dieter Riedel eingewechselt wurde, in der ostdeutschen Eliteklasse. In seinem anderen Saisoneinsatz, dem 2:1 zu Hause gegen BSG Chemie Leipzig bereits drei Tage später, erzielte er mit dem vorentscheidenden 2:0 seine Oberligapremierentreffer.
Nach diesem Wiederaufstieg begann die Erfolgsära der Dresdner, die bis 1978 fünf Meisterschaften und zweimal den DDR-Fußballpokal gewannen. In seinem ersten Meisterschaftsjahr 1970/71 war Richter in 23 der 26 Punktspiele eingesetzt worden, hatte allerdings nur zwei Tore erzielt. Die Saison wurde mit dem Endspiel um den DDR-Pokal abgeschlossen, in dem sich Dynamo Dresden und der Berliner FC Dynamo gegenüberstanden. Auch hier gewannen die Dresdner mit 2:1 den Titel, Richter stand jedoch nicht im Aufgebot. Er fehlte auch beim Pokalsieg 1977, wogegen er bei den weiteren drei Endspielen der Dresdner bis 1981, die nicht siegreich gestaltet werden konnten, mit von der Partie war. Im Finale 1975, das gegen die BSG Sachsenring Zwickau im Elfmeterschießen verloren wurde, zählte der zu den Dynamo-Torschützen.
Diese Tragik setzte sich auch während seiner weiteren Laufbahn fort. Immer wieder durch Verletzungen gehandicapt, konnte er in den Folgejahren immer weniger eingesetzt werden. Im Meisterschaftsjahr 1972/73 noch in 19 Punktspielen dabei, war er bei seiner dritten Meisterschaft 1975/76 nur noch mit neun Einsätzen beteiligt. Seinen vierten Meistertitel erkämpfte er sich mit nur fünf Punktspielen, bei seiner letzten Meisterschaft 1977/78 konnte er noch einmal zehn Spiele bestreiten.
In der Spielzeit 1980/81 wurde Richter nur noch in der Hinserie im Oberligaaufgebot von Dynamo Dresden eingesetzt. Ende 1980 hatte er innerhalb von zwölf Jahren 127 von 299 möglichen Punktspielen bestritten und dabei 20 Tore erzielt. Im Europapokal lief der Stürmer in 27 Partien (drei Treffer), davon sieben im Europapokal der Landesmeister, auf.
Mit 29 Jahren musste er einsehen, dass sein Gesundheitszustand den hohen Ansprüchen des nun sechsfachen Fußballmeisters Dynamo Dresden nicht mehr gerecht wurde. Er wechselte im Januar 1981 zum kleinen Lokalrivalen Stahl Riesa, für den er bis zum Ende der Saison noch sechs Oberligaspiele bestritt, danach aber mit der Mannschaft den Abstieg in die zweitklassige DDR-Liga erleben musste. Am Erreichen der Aufstiegsrunde der Stahl-Elf 1981/82, die von Riesa nicht erfolgreich gestaltet werden konnte, konnte er auf dem Platz nicht mehr mithelfen. Im Sommer 1982 beendete Frank Richter endgültig seine Karriere als Fußballspieler.

### Auswahleinsätze
Er stand 25-mal in der DDR-Juniorennationalmannschaft und schoss dabei fünf Tore. Mit der ostdeutschen U-18 gewann er 1970 das UEFA-Juniorenturnier. 1969, als die DDR-Gastgeber war, wurde er für diese inoffiziellen U-18-Europameisterschaft nicht aufgeboten. Bei den Jugendwettkämpfen der Freundschaft belegte er mit der Juniorenauswahl 1968 in Ungarn den 3. Rang und 1969 in Nordkorea nur den 10. Platz.
1974 wurde Richter mit der Nachwuchsauswahl des DFV Zweiter der U-23-EM. Insgesamt absolvierte der Dresdner Stürmer in der U-23 in den 1970er-Jahren 21 Spiele ohne Torerfolg.
Im Jahr seiner ersten Meisterschaft mit Dynamo Dresden, wurde er am 2. Februar 1971 zum ersten Mal in der A-Nationalmannschaft eingesetzt. Während der Südamerikatournee kam er im Spiel gegen Chile (1:0) in der 83. Minute für den Mittelstürmer Peter Ducke auf das Feld. Eine Woche später kam er gegen Uruguay (3:0) in der 43. Minute für den verletzten Linksaußenstürmer Eberhard Vogel ins Spiel und erzielte sein einziges Länderspieltor. Im dritten Tourneespiel, erneut gegen Uruguay (1:1) stand Richter auf Linksaußen in der Startelf. Bis 1973 kam er noch zu weiteren vier A-Länderspielen, insgesamt damit auf sieben Einsätze.
Ebenfalls 1971 debütierte der Dynamo-Angreifer im Trikot der DDR-Olympiaauswahl. Nach zwei Kurzeinsätzen im Mai gegen Italien zu Beginn der Qualifikation für das olympische Fußballturnier von München wurde Richter in dieser Mannschaft, damals deckungsgleich zur A-Nationalelf, aber nicht mehr aufgestellt.

## Weiterer Werdegang
Nach dem Ende seiner Laufbahn als aktiver Fußballspieler war Frank Richter Trainer mehrerer unterklassiger Mannschaften, zuletzt beim Meißner SV 08. Außerdem entwickelte er sich zu einem begeisterten Pferdesportanhänger. Hauptberuflich wurde er nach 1990 Geschäftsführer eines Dresdner Autohauses. Die Heimspiele der Dresdner Dynamos besuchte er auch noch im Rentenalter.